# 科武索 (明尼蘇達州)
科武索（英語：Corvuso）是位於美國明尼蘇達州米克縣錫達米爾斯鎮區的一個非建制地區。

## 地理
科武索所處的海拔為高於海平面335米（即1099英呎），而該地所採用的時區為UTC-6，即北美中部時區（CST）。同時該地設有夏令時間，為UTC-6調快一小時，即UTC-5（CDT）。